# Marcipalina modesta
Marcipalina modesta là một loài bướm đêm trong họ Erebidae.